# Rita (Perzisch-Israëlische zangeres)

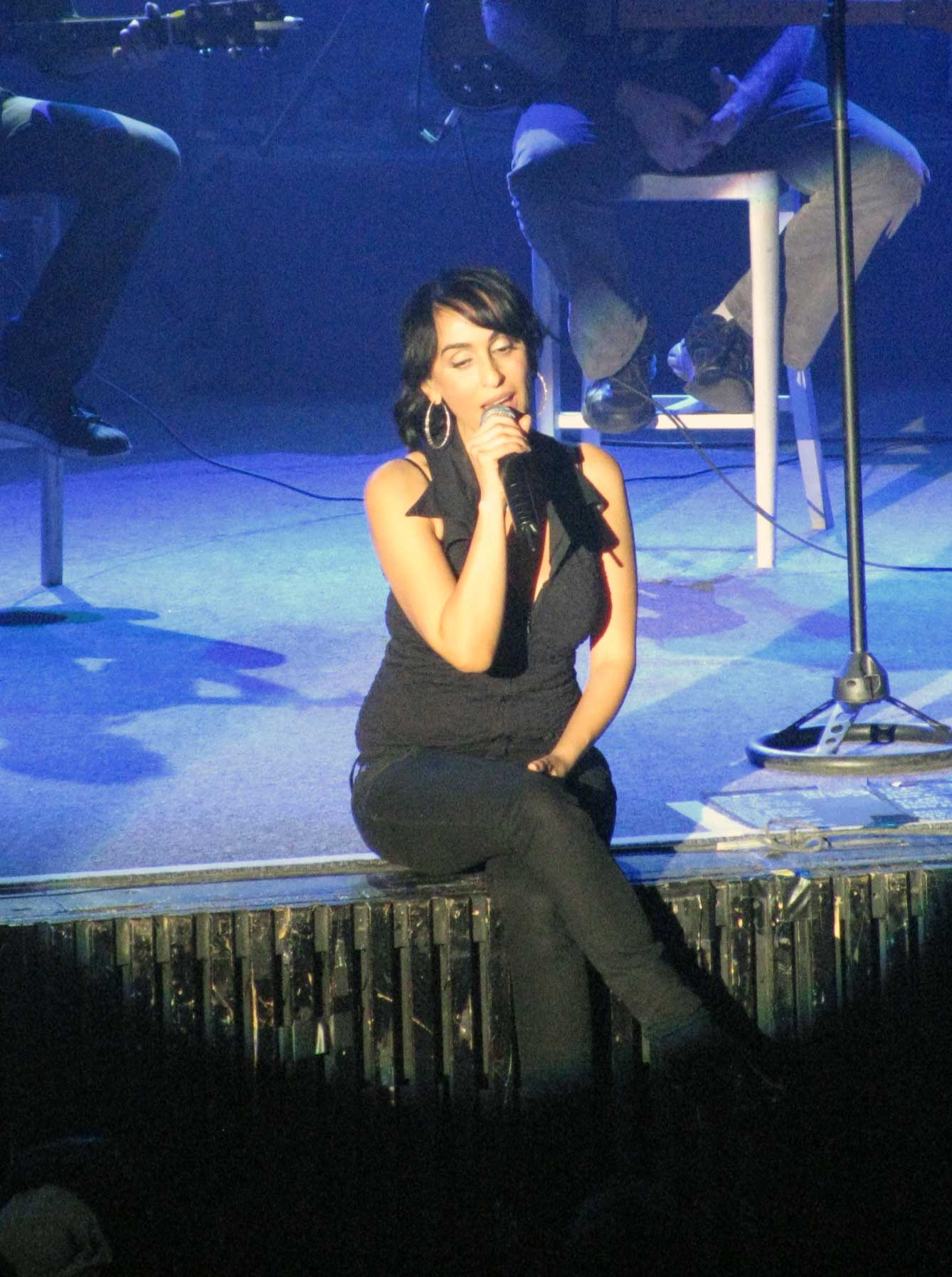
Rita

Rita, artiestennaam van Rita Jahanforuz (Perzisch: ریتا جهان فروز, Hebreeuws: ריטה יהאן-פרוז), (Teheran, 24 maart 1962) is een Perzisch-Israëlische zangeres en actrice die zeer populair is in haar land Israël, waar ze al meer dan 700.000 platen verkocht heeft. Rita verenigt de Hebreeuwse en Perzische taal in haar muziek.

## Levensloop
Toen Rita acht was, emigreerden haar ouders van Iran naar Israël. Zoals zoveel artiesten in dat land begon ze haar muziekcarrière in het leger, waar ze van 1980 tot 1982 haar dienstplicht vervulde, die daar ook voor vrouwen geldt. Daarna deed ze de toneelschool.
Het grote publiek kon voor het eerst kennis met haar maken tijdens het Kdam van 1986, het nationaal songfestival waarvan de winnaar naar het Eurovisiesongfestival zou mogen gaan. Rita kwam met een typisch jarentachtignummer, met veel synthesizers en lange uithalen, maar ze won niet. De uiteindelijke winnaars stelden internationaal ook teleur en behaalden de op een na laatste plaats. Wel had Rita Kleinstein veel indruk gemaakt met haar stevige stemgeluid. Later dat jaar bracht ze haar eerste plaat uit, simpelweg Rita geheten, die drie keer platina werd.

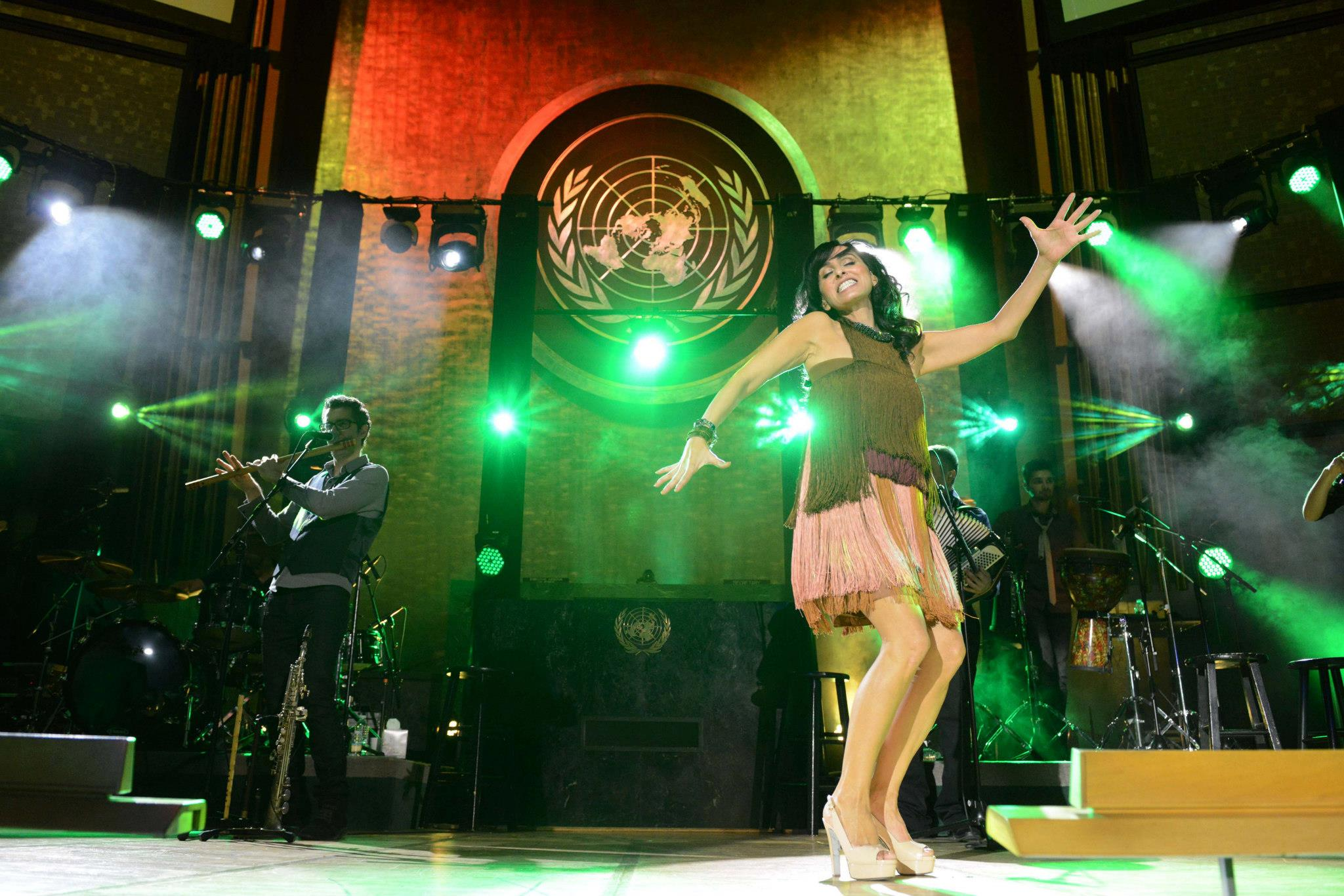
Rita tijdens een optreden bij de Verenigde Naties, maart 2013

Twee jaar later kwam haar tweede plaat uit, Yemei Ha'Tom (dagen van onschuld), die werd geproduceerd door haar man, Rami Kleinstein. In 1990 mocht ze dan uiteindelijk wel aan het Eurovisiesongfestival meedoen, overigens niet door het Kdam te winnen maar door een interne aanduiding. Met het dramatische lied Shara Barkhovot (zingen in de straten) dat ze ook met veel gevoel voor drama bracht, werd ze in Zagreb slechts 18e van 21 deelnemende landen. De Nederlandse jury gaf vier punten. Dit resultaat was echter niet slecht voor haar carrière, het was even stil rond haar maar in 1994 bracht ze haar derde album uit, Ahava Gedola (grote liefde) dat wederom zeer succesvol was en deed ze een nationale concerttournee.
Ter ere van het 50-jarig bestaan van Israël kreeg ze in 1998 de eer om het nationale volkslied Hatikva (de hoop) te zingen tijdens een gala-avond. Er was enige consternatie toen uitlekte welk (groot) bedrag ze daarvoor betaald kreeg. In eerste instantie wilde ze er toen van af zien, maar premier Benjamin Netanyahu wist haar persoonlijk over te halen om toch te komen zingen. Haar gage heeft ze naderhand geschonken aan liefdadigheidsprojecten.
In 2004 speelde Rita de hoofdrol van Roxie Hart in de musical Chicago in het Beit Leisin Theater. Twee jaar later, in 2006, stond ze opnieuw op de planken, dit keer met haar eigen extravagante show. Ze staat in Israël al jaren bekend als homo-icoon, maar is ook onder het grote publiek nog altijd zeer populair. Rita Kleinstein heeft met haar man twee dochters. In december 2007 lieten Rita en haar man weten dat ze van plan waren om te gaan scheiden.
Op haar laatste cd zingt Rita uitsluitend Perzische liedjes.

## Discografie
- Rita (1986)
- Yemei Ha'Tom (1988)
- Ahava Gedola (1994)
- Tahanot Bazman (1996)
- Tiftah Halon (1999)
- Hamtzam (2003)
- My Joys in het Perzisch (2012)